# Јухамати Алтонен
Јухамати Тапио Алтонен (фин. Juhamatti Tapio Aaltonen — И, 4. јун 1985) професионални је фински хокејаш на леду који игра на позицијама деснокрилног нападача.
Члан је сениорске репрезентације Финске за коју је на међународној сцени дебитовао на светском првенству 2010. године. Са репрезентацијом је освојио и титулу светског првака на СП 2011. у Словачкој, а био је и део финског олимпијског тима на ЗОИ 2014. у Сочију када је Финска освојила бронзану медаљу.

## Каријера
Алтонен је професионалну каријеру започео у дресу екипе Оулун Керпет за коју је играо у периоду 2002−2009, освојивши у том периоду два трофеја првака Финске. Након 7 сезона у Керпету Алтонен одлази у Лахти где је играјући за Пеликансе у сезони 2009/10. за које је на 58 одиграних утакмица остварио учинак од 49 поена (28 голова). Иако је са Пеликансима Алтонен потписао петогодишњи уговор, већ након прве сезоне искористио је клаузулу из уговора која му је омогућавала да у случају бољих услова промени средину.
Тако је већ средином јуна 2010. потписао за руског КХЛ лигаша Металург из Магнитогорска за који је играо нареде две сезоне. Потом је одиграо једну сезону за шведски Регле, да би се након тога вратио у Финску, прво у матични Керпет, а потом је играо и за Јокерит и ХИФК.